# Urros e Peredo dos Castelhanos
Urros e Peredo dos Castelhanos (llamada oficialmente União das Freguesias de Urros e Peredo dos Castelhanos) es una freguesia portuguesa del municipio de Torre de Moncorvo, distrito de Braganza.

## Historia
Fue creada el 28 de enero de 2013 en aplicación de una resolución de la Asamblea de la República de Portugal promulgada el 16 de enero de 2013 con la unión de las freguesias de Urros y Peredo dos Castelhanos, pasando su sede a estar situada en la antigua freguesia de Urros.

## Demografía
| Gráfica de evolución demográfica de Urros e Peredo dos Castelhanos entre 2011 y 2021 |
|                                                                                      |
| Datos según el nomenclátor publicado por el INE portugués.                           |